# 高野大橋
高野大橋（こうやおおはし）は、大阪府大阪市平野区の大和川に架かる橋。

## 概要

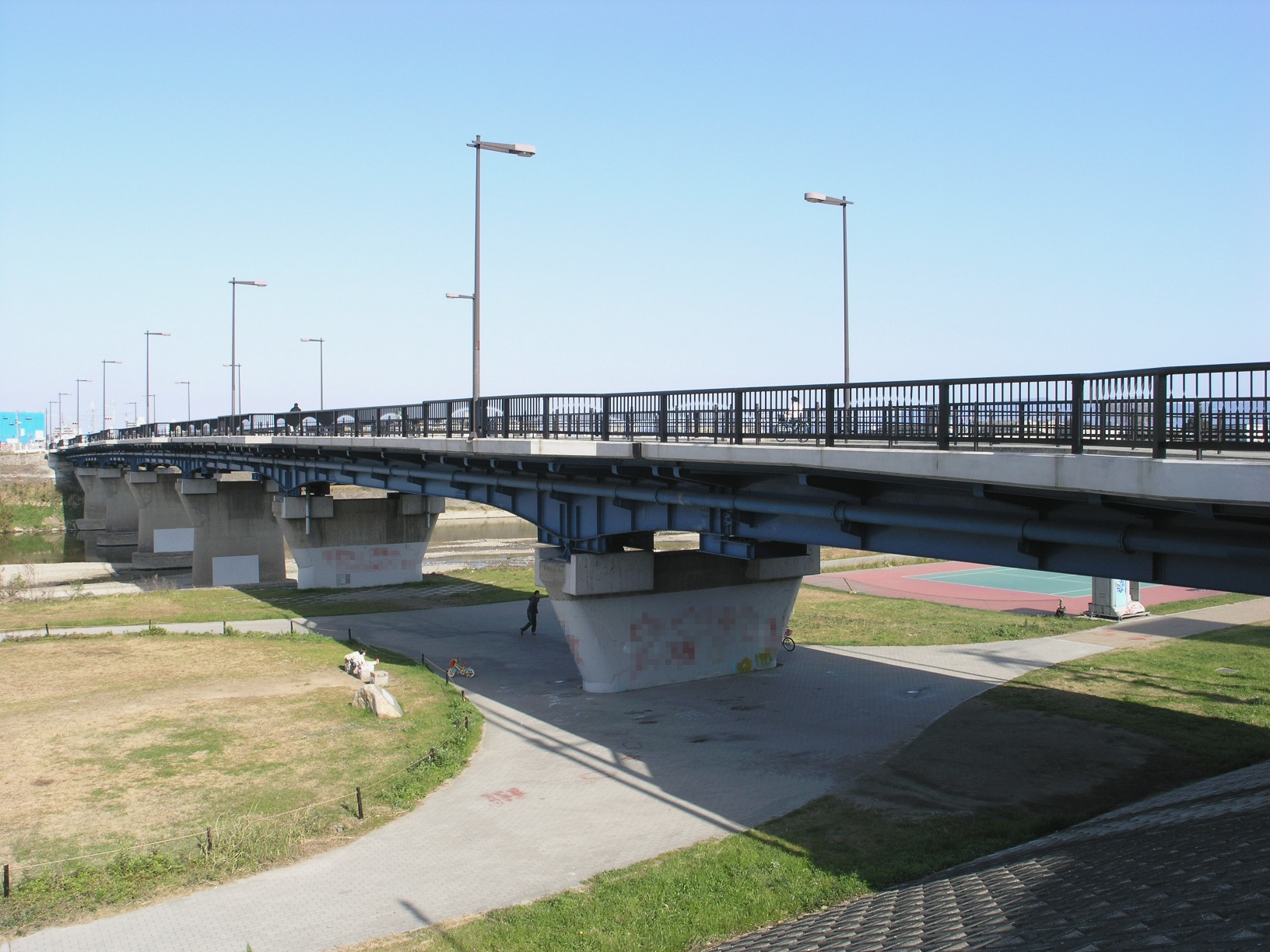
高野大橋（2010年1月）

1704年（宝永元年）に行われた大和川の付け替えに際して、新河道となる分断箇所への架橋は紀州街道の大和橋（公儀橋）のみであった。川幅が100間ほどある大和川新河道への架橋および橋の保全は容易なことではなく、大和橋は5 - 10年に一度のペースで大改修が必要となる有様であった。
中高野街道の分断箇所に当橋が架橋されたのは明治初期であるが、それでも比較的早くに架けられた橋のひとつである。地元住民の出資および広範囲で行われた寄付によって建設費が賄われた。当初はこの橋には定まった名前がなく、高野大橋と呼ばれるようになったのは大正時代以降とされる。
1952年7月の大雨で高野大橋が流されたため、新橋の建設が計画された。現在の橋は1954年（昭和29年）に完成したものである。守口平野線の整備に伴い、旧街道筋から約200mほど下流側に移設された。当初は大阪府の管理でその後大阪市に移管されている。途中、国道309号の一部に指定されていたが、約200mほど下流に瓜破大橋が架設されたことにより現在は国道指定から外れ、府道住吉八尾線の一部となっている。1968年（昭和43年）に拡幅されている。
南岸西側の欄干に、橋の歴史に関する説明文と現在の橋が架設されたばかり（旧橋は上路が撤去されて橋脚が残っている状態）のときの航空写真が掲げられている。
諸元
- 橋長：196.8m[1]
- 幅員：11.6m
- 形式：ゲルバー式鋼鈑桁橋
- 完成：1954年（昭和29年）5月
- 位置：大阪市平野区瓜破6丁目・7丁目（右岸）、瓜破南1丁目・2丁目（左岸）